# Hydromedusa tectifera
La tortuga aquàtica de coll llarg, tortuga de coll d'escurçó, tortuga de riu (Hydromedusa tectifera) és una espècie de tortuga de la família Chelidae. Aquesta espècie es troba a l'Argentina, Brasil, el Paraguai i l'Uruguai.